# Xfire
Xfire byl program (freeware) pro hráče počítačových her. Kromě počítání nahraných hodin uměl stahovat soubory přes sítě P2P a také zprostředkovává komunikaci hráčů.
Program podporoval mnoho her, které sám vyhledával buď podle záznamu v registrech nebo podle předem nastavených souborů (vyhledání netrvalo příliš dlouhou dobu). Automaticky dokázal najít např. SWAT 4, Age of Empires III nebo World of Warcraft. K těmto hrám bylo možné přes Xfire stahovat aktualiazace, trailery, demo verze, atd.
Vývojáři Xfire spolupracovali s významnými společnostmi, jako je například firma Blizzard. Konkrétně s ní byla pořádána soutěž. Na Xfire chatu se také čas od času objevili tvůrci významných her a bylo možné si s nimi popovídat.

## Komunikace
Přes Xfire lze chatovat podobně jako přes ICQ nebo MSN Messenger. Xfire je spíše určen lidem, kteří na počítači hrají velice často. Tomu napovídá i fakt, že Xfire detekuje hru, kterou uživatel právě hraje a ostatním ji zobrazí jako vlastní stav. Ve stavu přátel tedy na Xfire naleznete například text Battlefield 2.
Xfire podporuje integraci do hry, tj. nemusíte hru minimalizovat a můžete komunikovat přímo z herního prostředí.
Xfire dále podporuje hlasovou komunikaci, posílání souborů, stahování demoverzí a patchů pro vaše hry. Pomocí externí aplikace lze přidat i podporu pro MSN protokol.

## Publikování informací
Xfire dovede informace nejen získávat, ale také publikovat na internet. Nahrané hodiny se uloží na stránku hráčova profilu, konkrétně http://profile.xfire.com/jmeno%5B%5D. Zde také lze nalézt screenshoty, které ve hře uživatel sejme klávesovou zkratkou ScrollLock+S (samozřejmě nastavitelné). Do profilu mohou být doplněny např. informace o stylu hry, o věku nebo jméno.
S pomocí Xfire je možné vytvořit malý banner, pro vkládání na webové stránky, např. do podpisu na fórech, nebo na osobní stránku.